# Điện ảnh Litva
Điện ảnh Litva (tiếng Litva: Lietuvos kinas) là tên gọi ngành công nghiệp Điện ảnh của nước Cộng hòa Litva.

## Lịch sử hình thành và phát triển

### Hãng phim
- Akis
- Lietfilm
- Lithuanian Film Studio
- Kinema

### Phim nổi tiếng
- Trước khi bay lại Trái Đất (2005)
- Khu của các vị thần (2005)

### Nhà làm phim tên tuổi
- Arūnas Matelis
- Šarūnas Bartas
- Artūras Barysas
- Romas Lileikis
- Adolfas Mekas
- Jonas Mekas
- Jonas Vaitkus
- Vytautas Žalakevičius
- Algimantas Puipa
- Robert Zemeckis

### Diễn viên nổi tiếng
- Regimantas Adomaitis
- Donatas Banionis
- Ingeborga Dapkūnaitė
- Laurence Harvey
- Aurelija Mikušauskaitė
- Antanas Škėma
- Adolfas Večerskis

## Vinh danh

### Giải thưởng
- Sidabrinė gervė

### Liên hoan phim
- AXX
- CFF
- Liên hoan phim Quốc tế Kaunas
- Kino pavasaris